# António Damásio
António C. Rosa Damásio (Lisboa, 25 de febrero de 1944) es un reconocido neurocientífico y médico neurólogo portugués. Trabaja junto a su esposa, la médica y profesora Hanna Damásio.

## Biografía
Damásio estudió medicina en la Facultad de Medicina de la Universidad de Lisboa, donde realizó también su rotación como residente y completó su doctorado. Más tarde, se trasladó a Estados Unidos como investigador visitante durante seis meses en el Aphasia Research Center (Centro para la investigación de las afasias) en Boston. Allí, su trabajo sobre neurología del comportamiento estuvo bajo la supervisión de Norman Geschwind.
Es profesor de la cátedra David Dornsife de Psicología, Neurociencia y Neurología en la Universidad del Sur de California, donde dirige el Institute for the Neurological Study of Emotion and Creativity de los Estados Unidos (Instituto para el estudio neurológico de la emoción y de la creatividad). Antes de llegar a este puesto universitario, en 2005, Damásio fue profesor de la cátedra M.W. Van Allen y Jefe de Neurología en el Centro Médico de la Universidad de Iowa. Su carrera en Iowa se prolongó entre 1976 y 2005. Además de ser un conocido investigador en varias áreas de las neurociencias, es un autor de éxito de libros de ciencia de tipo divulgativo.
Está casado con Hanna Damásio, coautora de varios de sus libros.

## Investigaciones
Como investigador, Damásio tiene como campo prioritario de interés las bases neurológicas de la mente, especialmente en lo que se refiere a los sistemas neuronales que subyacen a la memoria, el lenguaje, las emociones y el procesamiento de decisiones. Como médico, estudia y trata, junto a sus colaboradores, los desórdenes del comportamiento y de la cognición, así como los del movimiento.
Como escritor de ciencia, los libros de Damásio versan sobre la relación entre las emociones y los sentimientos y las bases de estos en el cerebro. Su libro de 1994 Descartes' error: emotion, reason and the human brain (El error de Descartes: emoción, razón y cerebro humano) fue nominado para el Los Ángeles Times Book Award. Su segundo libro, The feeling of what happens: body and emotion in the making of consciousness (El sentimiento de lo que ocurre: cuerpo y emoción en la construcción de la consciencia) fue considerado como uno de los diez mejores libros de 2001 por The New York Times Book Review, además de otros reconocimientos por parte de otras publicaciones.
En Looking for Spinoza: joy, sorrow, and the feeling brain, publicado en 2003, traducido al español con el título En busca de Spinoza, Damásio explora la relación de la filosofía con la neurobiología, sugiriendo que se pueden diseñar una serie de directrices para la ética humana en relación con la ciencia.
Es miembro de la Academia Estadounidense de las Artes y las Ciencias, de la Academia Nacional de las Ciencias y de la Academia Europea de las Artes y las Ciencias. Damásio ha recibido numerosos premios, entre los que se incluye el Premio Príncipe de Asturias de Investigación Científica y Técnica de 2005, otorgado también a su esposa, y el XLIV Premio Lección Conmemorativa Jiménez Díaz de la Fundación Conchita Rábago en 2012.
Es también miembro de los consejos de redacción de muchas de las más importantes revistas de su especialidad.[cita requerida]

### En inglés
- Descartes' Error: Emotion, Reason and the Human Brain, Pan Macmillan, abril de 1994, (ISBN 0-380-72647-5)[11][12][13]
- The Feeling of What Happens: Body and Emotion in the Making of Consciousness, Harvest Books, octubre de 2000 (ISBN 0-15-601075-5)[14][15][16]
- Looking for Spinoza: Joy, Sorrow, and the Feeling Brain, Harcourt, febrero de 2003 (ISBN 0-15-100557-5)[8]
- Self Comes to Mind: Constructing the Conscious Brain, Pantheon, 2010[17]

### En español
- En busca de Spinoza: neurobiología de la emoción y los sentimientos. Editorial Crítica. 2005. ISBN 978-84-8432-676-2.
- El error de Descartes: la emoción, la razón y el cerebro humano. Editorial Crítica. 2006. ISBN 978-84-8432-787-5.[18]
- La sensación de lo que ocurre. Editorial Debate. 2001. ISBN 978-84-8306-436-8.
- El cerebro creó al hombre. Editorial Planeta. 2010. ISBN 978-84-233-4305-8.
- El extraño orden de las cosas: La vida, los sentimientos y la creación de las culturas. Editorial Planeta. 2018. ISBN 978-84-233-5702-4.
- Sentir y saber: El camino de la consciencia. Ediciones Destino. 2021. ISBN 9788423360178.